# Meiseldorf
Meiseldorf är en kommun  i Österrike. Den ligger i distriktet Horn i förbundslandet Niederösterreich. Kommunens huvudort Klein-Meiseldorf ligger 68 km nordväst om huvudstaden Wien. 
Kommunen består av fyra orter (Ortschaften) (inom parentes invånarantal 1 januari 2024):
- Kattau (175)
- Klein-Meiseldorf (390)
- Maigen (97)
- Stockern (198)